# Referendum federali in Svizzera del 2018
In Svizzera nel 2018 si sono tenuti dieci referendum popolari in 4 diverse date: 4 marzo, 10 giugno, 23 settembre e 25 novembre.

## Referendum di marzo
Il 4 marzo 2018 gli elettori sono stati chiamati a esprimersi su due quesiti.

### Primo quesito
Il primo quesito riguardava la conferma del nuovo ordinamento finanziario 2021, approvato all'unanimità dal Consiglio federale (con 196 voti favorevoli) e dal Consiglio degli Stati (con 44 voti favorevoli) ma che doveva essere sottoposto al voto in quanto implicava una modifica nella Costituzione federale. Il nuovo ordinamento finanziario proroga il diritto della Confederazione di esigere l'imposta federale diretta e l'imposta sul valore aggiunto, in scadenza a fine 2020, fino al 2035.

### Secondo quesito
Il secondo quesito riguardava la proposta d'iniziativa popolare "Sì all'abolizione del canone radiotelevisivo", che avrebbe abolito il canone televisivo (noto come Billag, dal nome della società che ne effettua la riscossione), assegnato alla SSR che si impegna a realizzare programmi in tutte le 4 lingue nazionali e a 34 radio locali e TV regionali che si impegnano a informare su temi d'attualità della propria regione. La proposta vietava inoltre alla Confederazione di fornire qualsiasi sussidio alle emittenti radiotelevisive. Il Parlamento aveva respinto l'iniziativa, il Consiglio nazionale con 129 no, 33 sì e 32 astensioni e il Consiglio degli Stati con 41 no, 2 sì e 1 astensione. Anche il Consiglio federale raccomandava di respingere l'iniziativa ritenendo che essa nuocesse alla pluralità dei media e minacciasse l'esistenza della SSR.

### Risultati
| Titolo sintetico                   | Sì        | Sì   | No        | No   | Nulli   | Totale    | Iscritti  | Affluenza | Cantoni a favore | Cantoni a favore | Cantoni contro | Cantoni contro | Risultato |
| Titolo sintetico                   | Voti      | %    | Voti      | %    | Nulli   | Totale    | Iscritti  | Affluenza | Pieni            | Mezzi            | Pieni          | Mezzi          | Risultato |
| ---------------------------------- | --------- | ---- | --------- | ---- | ------- | --------- | --------- | --------- | ---------------- | ---------------- | -------------- | -------------- | --------- |
| Nuovo ordinamento finanziario 2021 | 2.358.086 | 84,1 | 445.464   | 15,9 | 100.497 | 2.904.047 | 5.391.090 | 53,9      | 20               | 6                | 0              | 0              | Approvato |
| Abolizione del canone Billag       | 833.837   | 28,4 | 2.098.302 | 71,6 | 24.215  | 2.956.354 | 5.391.090 | 54,8      | 0                | 0                | 20             | 6              | Respinto  |

## Referendum di giugno

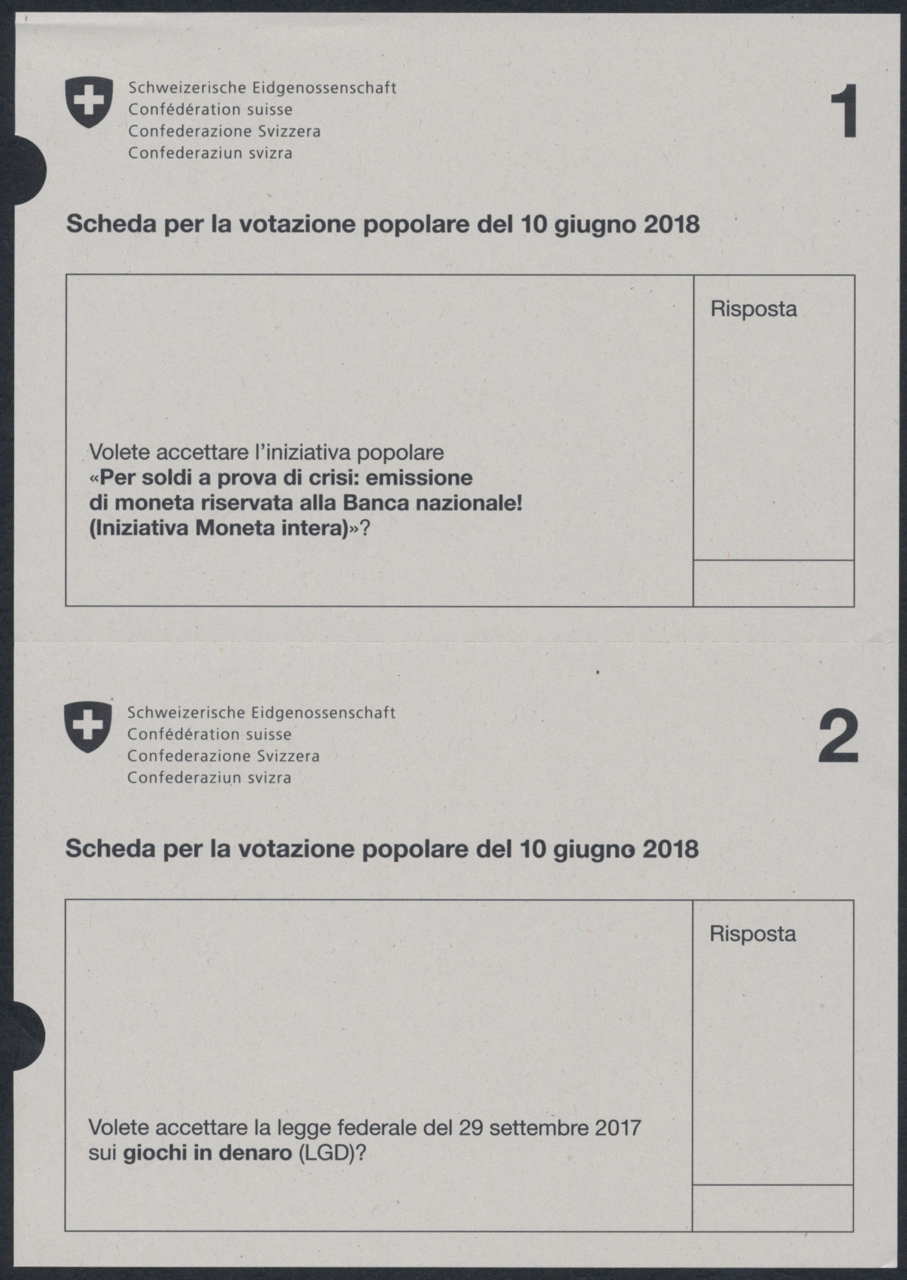
Scheda in lingua italiana

Il 10 giugno 2018 gli elettori sono stati chiamati a esprimersi su due quesiti.

### Primo quesito
Il primo quesito riguardava la proposta d'iniziativa popolare Per soldi a prova di crisi: emissione di moneta riservata alla Banca nazionale!, detta in breve "Iniziativa Moneta intera". L'iniziativa mirava ad introdurre il sistema della moneta intera, ovvero a far sì che tutta la moneta fosse emessa dalla Banca nazionale svizzera. Le banche commerciali non avrebbero quindi più potuto creare moneta scritturale né utilizzare il denaro dei conti correnti per concedere crediti. Per aumentare la massa monetaria, la Banca nazionale avrebbe infine dovuto distribuire il denaro di nuova emissione direttamente alla Confederazione, ai cantoni o alla popolazione e non più metterlo in circolazione attraverso le banche. Il Parlamento aveva respinto l'iniziativa, il Consiglio nazionale con 168 no, 10 sì e 12 astensioni e il Consiglio degli Stati con 42 no, 1 astensione e nessun voto favorevole. Anche il Consiglio federale raccomandava di respingere l'iniziativa ritenendola un esperimento azzardato e senza precedenti in tutto il mondo.

### Secondo quesito
Il secondo quesito riguardava la conferma della legge federale sui giochi in denaro. La legge prevedeva l'obbligo di escludere dal gioco le persone che ne sono dipendenti, sanzionava penalmente la manipolazione delle manifestazioni sportive, esentava dalla tassazione le vincite fino a 1 milione di franchi, consentiva lo svolgimento di piccoli tornei di poker al di fuori delle case da gioco e ammetteva il gioco on line solo per i siti che ottenenessero l'autorizzazione dalle autorità svizzere competenti e rispettassero tutti gli obblighi legislativi imposti per i giochi in denaro fisici tra cui il versamento di contributi per la collettività. La legge prevedeva il blocco dell'accesso ai siti internet di giochi non autorizzati da parte degli stessi proprietari dei siti o dai provider Internet. Il Parlamento aveva approvato la legge, il Consiglio nazionale con 124 sì, 61 no e 9 astensioni e il Consiglio degli Stati con 43 sì e 1 no. Contro la legge, soprattutto a causa della parte sui giochi on line, era stato chiesto un referendum da parte di un comitato, sostenuto anche da diverse società operanti nel settore dei giochi in denaro, che riteneva la legge una censura di Internet.

### Risultati
| Titolo sintetico                    | Sì        | Sì   | No        | No   | Nulli  | Totale    | Iscritti  | Affluenza | Cantoni a favore | Cantoni a favore | Cantoni contro | Cantoni contro | Risultato |
| Titolo sintetico                    | Voti      | %    | Voti      | %    | Nulli  | Totale    | Iscritti  | Affluenza | Pieni            | Mezzi            | Pieni          | Mezzi          | Risultato |
| ----------------------------------- | --------- | ---- | --------- | ---- | ------ | --------- | --------- | --------- | ---------------- | ---------------- | -------------- | -------------- | --------- |
| Iniziativa Moneta intera            | 442.387   | 24,3 | 1.379.540 | 75,7 | 44.042 | 1.865.969 | 5.400.197 | 34,6      | 0                | 0                | 20             | 6              | Respinto  |
| Legge federale sui giochi in denaro | 1.326.207 | 72,9 | 492.024   | 27,1 | 45.723 | 1.863.954 | 5.400.197 | 34,5      | -                | -                | -              | -              | Approvato |

## Referendum di settembre
Il 23 settembre 2018 gli elettori sono stati chiamati a esprimersi su tre quesiti.

### Primo quesito
Il primo quesito riguardava la conferma del decreto federale concernente le vie ciclabili, i sentieri e i percorsi pedonali, che iscriveva anche le vie ciclabili nell'articolo della Costituzione federale che disciplina i sentieri e i percorsi pedonali. In tal modo la Confederazione avrebbe potuto sostenere l'azione dei Cantoni e dei Comuni volte a migliorare le vie ciclabili e definire standard nazionali per la loro realizzazione. Il decreto federale deriva da una modifica di una proposta di iniziativa popolare del 2015 che era stata approvata dal Consiglio nazionale con 115 sì e 70 no e dal Consiglio degli Stati con 37 sì, 1 no e 2 astensioni.

### Secondo quesito
Il secondo quesito riguardava la proposta d'iniziativa popolare "Per derrate alimentari sane, prodotte nel rispetto dell'ambiente e in modo equo" detta in breve Iniziativa per alimenti equi. L'iniziativa mirava ad aumentare la disponibilità di derrate alimentari sostenibili e prodotte in modo equo, attraverso misure come l'adozione di un sistema di etichettature più dettagliato, la fissazione di obiettivi ecologici e sociali obbligatori per i produttori di alimenti e soprattutto il divieto di importazione in Svizzera di alimenti che non corrispondessero agli standard svizzeri. Il Parlamento aveva respinto l'iniziativa, il Consiglio nazionale con 139 no, 37 sì e 17 astensioni e il Consiglio degli Stati con 34 no, 7 astensioni e 1 solo voto favorevole. Anche il Consiglio federale raccomandava di respingere l'iniziativa considerando sufficienti le norme già vigenti in materia e ritenendo di difficile applicazione la parte sul controllo del rispetto degli standard svizzeri per tutti gli alimenti importati dall'estero.

### Terzo quesito
Il terzo quesito riguardava la proposta d'iniziativa popolare "Per la sovranità alimentare. L'agricoltura riguarda tutti noi". L'iniziativa mirava a modificare la politica agricola nazionale, proteggendo i contadini svizzeri dalla pressione concorrenziale. Secondo la proposta la Confederazione avrebbe dovuto garantire condizioni di lavoro uniformi in tutto il territorio nazionale e garantire una maggiore trasparenza del mercato e la fissazione di prezzi equi. La proposta comportava inoltre l'inasprimento delle norme sull'importazione dei prodotti agricoli, che avrebbero dovuto rispettare tutte le normative e gli standard svizzeri o essere sottoposti a dazi doganali. Il Parlamento aveva respinto l'iniziativa, il Consiglio nazionale con 146 no, 23 sì e 24 astensioni e il Consiglio degli Stati con 37 no, 4 astensioni e 1 solo voto favorevole. Anche il Consiglio federale raccomandava di respingere l'iniziativa ritenendo che essa avrebbe comportato costi elevati per la Confederazione e i consumatori.

### Risultati
| Titolo sintetico                       | Sì        | Sì   | No        | No   | Nulli  | Totale    | Iscritti  | Affluenza | Cantoni a favore | Cantoni a favore | Cantoni contro | Cantoni contro | Risultato |
| Titolo sintetico                       | Voti      | %    | Voti      | %    | Nulli  | Totale    | Iscritti  | Affluenza | Pieni            | Mezzi            | Pieni          | Mezzi          | Risultato |
| -------------------------------------- | --------- | ---- | --------- | ---- | ------ | --------- | --------- | --------- | ---------------- | ---------------- | -------------- | -------------- | --------- |
| Decreto federale sulle vie ciclabili   | 1.475.000 | 73,6 | 529.253   | 26,4 | 24.603 | 2.028.856 | 5.412.449 | 37,5      | 20               | 6                | 0              | 0              | Approvato |
| Iniziativa per alimenti equi           | 774.821   | 38,7 | 1.227.326 | 61,3 | 28.699 | 2.030.846 | 5.412.449 | 37,5      | 4                | 0                | 16             | 6              | Respinto  |
| Iniziativa per la sovranità alimentare | 628.301   | 31,6 | 1.358.894 | 68,4 | 40.803 | 2.027.998 | 5.412.449 | 37,5      | 4                | 0                | 16             | 6              | Respinto  |

## Referendum di novembre
Il 25 novembre 2018 gli elettori sono stati chiamati a esprimersi su tre quesiti.

### Primo quesito
Il primo quesito riguardava la proposta d'iniziativa popolare "Per la dignità degli animali da reddito agricoli" detta in breve Iniziativa per vacche con le corna. L'iniziativa introduceva un incentivo finanziario a carico della Confederazione per i contadini detentori di bestiame (vacche e capre) provvisto di corna. Ciò mirava a disincentivare la pratica della decornazione degli animali, ritenuta invasiva dai promotori indennizzando i costi supplementari che derivano dalla detenzione di animali con le corna, che necessitano di maggiore spazio.
Il Parlamento aveva respinto l'iniziativa, il Consiglio nazionale con 117 no, 49 sì e 32 astensioni e il Consiglio degli Stati con 33 no, 6 sì e 5 astensioni. Anche il Consiglio federale raccomandava di respingere l'iniziativa considerandola controproducente per il benessere degli animali poiché avrebbe potuto spingere gli allevatori a legare i propri animali con le corna per usufruire degli incentivi pur non disponendo di spazi adeguati.

### Secondo quesito
Il secondo quesito riguardava la proposta d'iniziativa popolare "Il diritto svizzero anziché giudici stranieri" detta in breve Iniziativa per l’autodeterminazione. L'iniziativa mirava a sancire la preminenza del diritto svizzero sul diritto internazionale. In caso di conflitto tra la Costituzione o le leggi svizzere e determinati trattati internazionali quindi, la Confederazione non avrebbe più potuto procedere con adeguamenti della legislazione nazionale, ma avrebbe dovuto rinegoziare il trattato e in caso di mancata intesa denunciarlo. Tale principio sarebbe stato applicato a tutti i nuovi trattati internazionali e a quelli già in vigore. Il Parlamento aveva respinto l'iniziativa, il Consiglio nazionale con 129 no e 68 sì e il Consiglio degli Stati con 38 no e 6 sì. Anche il Consiglio federale raccomandava di respingere l'iniziativa poiché avrebbe messo a rischio trattati importanti e la credibilità internazionale del Paese.

### Terzo quesito
Il terzo quesito riguardava la conferma della modifica del 16 marzo 2018 della legge federale sulla parte generale del diritto delle assicurazioni sociali (Base legale per la sorveglianza degli assicurati). La legge disciplinava le osservazioni segrete dei clienti da parte delle assicurazioni sociali per accertarne il diritto alla prestazione, a seguito di una recente sentenza del tribunale federale che aveva stabilito che esse non erano possibili senza una specifica base legale. La legge definiva quindi regole e limiti per il ricorso alle osservazioni segrete, rese possibili solo in presenza di concreti indizi di abusi: la possibilità di registrare clienti solo in luoghi pubblici o liberamente visibili (e non all'interno di edifici abitativi), la durata massima di 30 giorni scaglionati su sei mesi delle osservazioni. Il Parlamento aveva approvato la legge, il Consiglio nazionale con 141 sì e 51 no e il Consiglio degli Stati con 29 sì, 10 no e 3 astensioni. Contro la legge era stato chiesto un referendum da parte di un comitato, ritenendo che le nuove norme consentissero una sorveglianza arbitraria e la violazione della sfera privata.

### Risultati
| Titolo sintetico                                 | Sì        | Sì   | No        | No   | Nulli  | Totale    | Iscritti  | Affluenza | Cantoni a favore | Cantoni a favore | Cantoni contro | Cantoni contro | Risultato |
| Titolo sintetico                                 | Voti      | %    | Voti      | %    | Nulli  | Totale    | Iscritti  | Affluenza | Pieni            | Mezzi            | Pieni          | Mezzi          | Risultato |
| ------------------------------------------------ | --------- | ---- | --------- | ---- | ------ | --------- | --------- | --------- | ---------------- | ---------------- | -------------- | -------------- | --------- |
| Iniziativa per vacche con le corna               | 1.144.845 | 45,3 | 1.384.027 | 54,7 | 89.375 | 2.618.247 | 5.420.789 | 48,3      | 4                | 2                | 16             | 4              | Respinto  |
| Iniziativa per l’autodeterminazione              | 872.288   | 33,7 | 1.713.501 | 66,3 | 38.347 | 2.624.136 | 5.420.789 | 48,4      | 0                | 0                | 20             | 6              | Respinto  |
| Base legale per la sorveglianza degli assicurati | 1.667.849 | 64,7 | 909.172   | 35,3 | 45.370 | 2.577.021 | 5.420.789 | 48,4      | -                | -                | -              | -              | Approvato |